# Quảng trường Hradčany

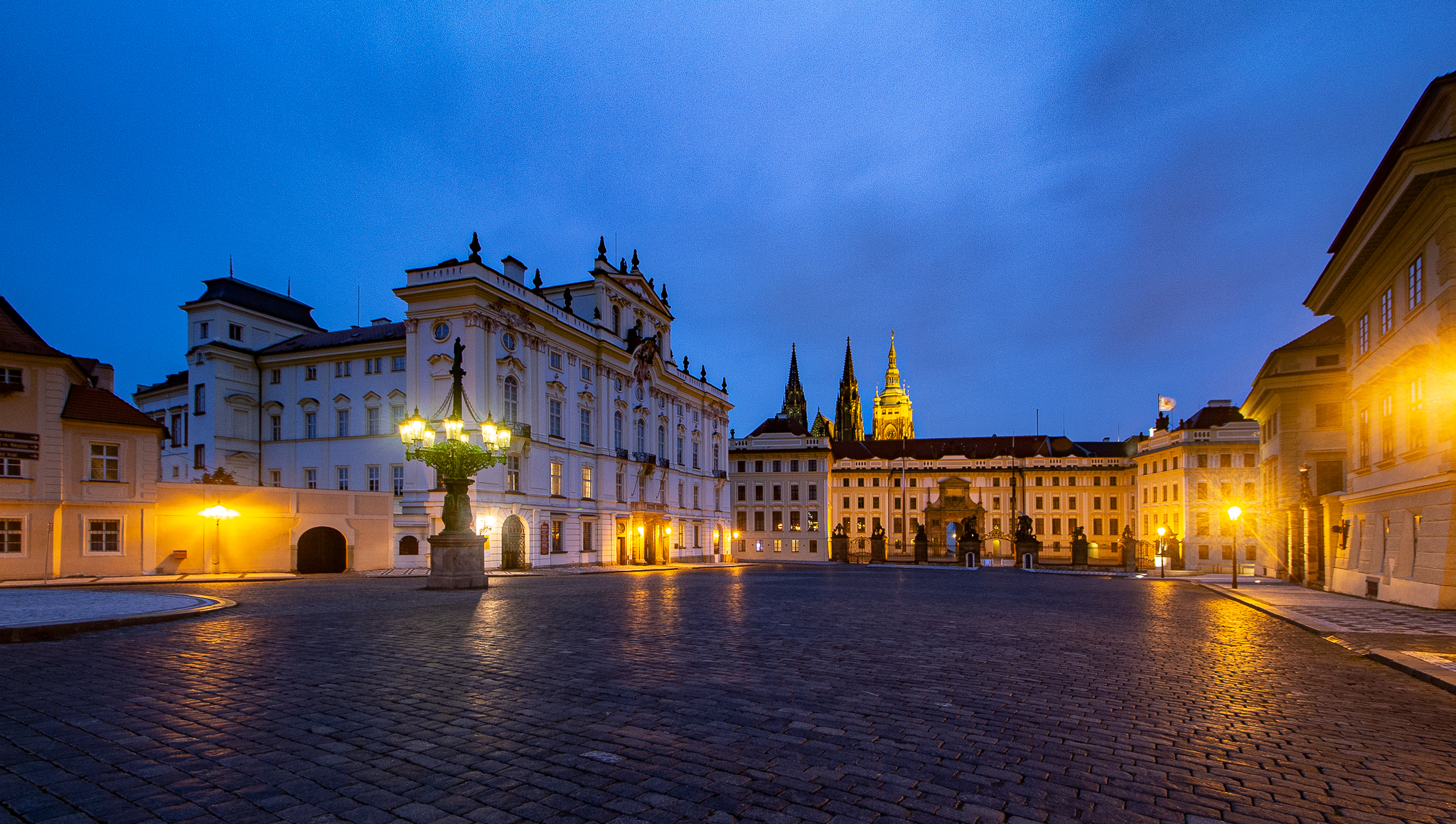
Quảng trường Hradčany vào ban đêm (2020)

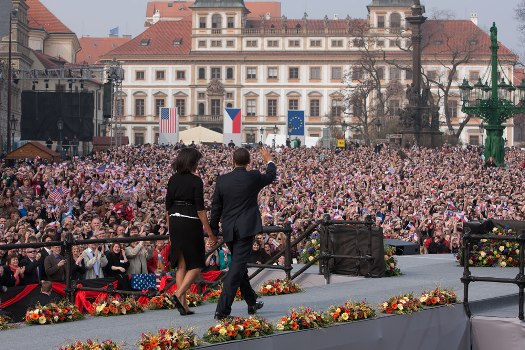
Tổng thống Barack Obama và Đệ nhất Phu nhân Michelle Obama bước ra phát biểu (2009)

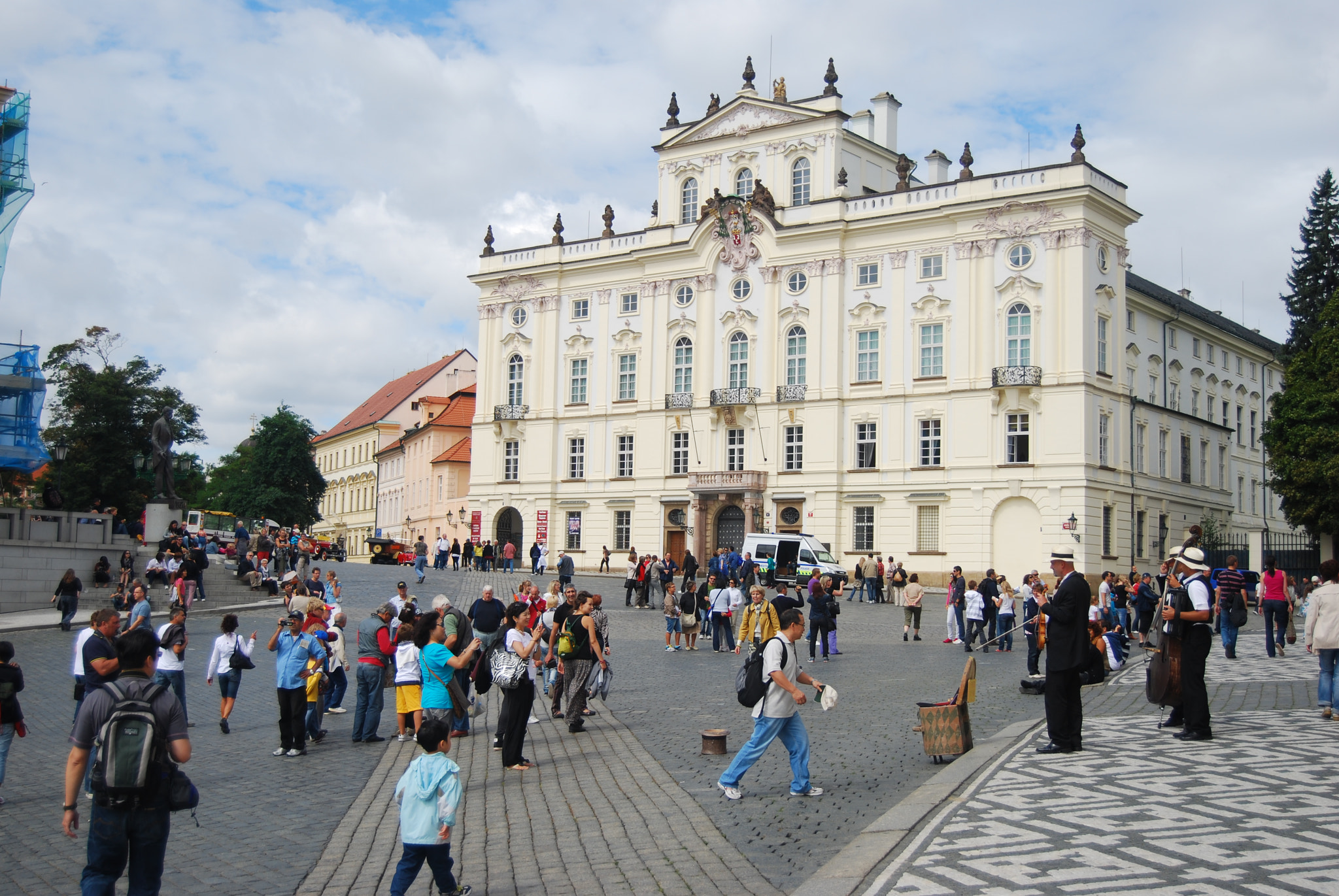
Cung điện Tổng giám mục, Praha (2010)

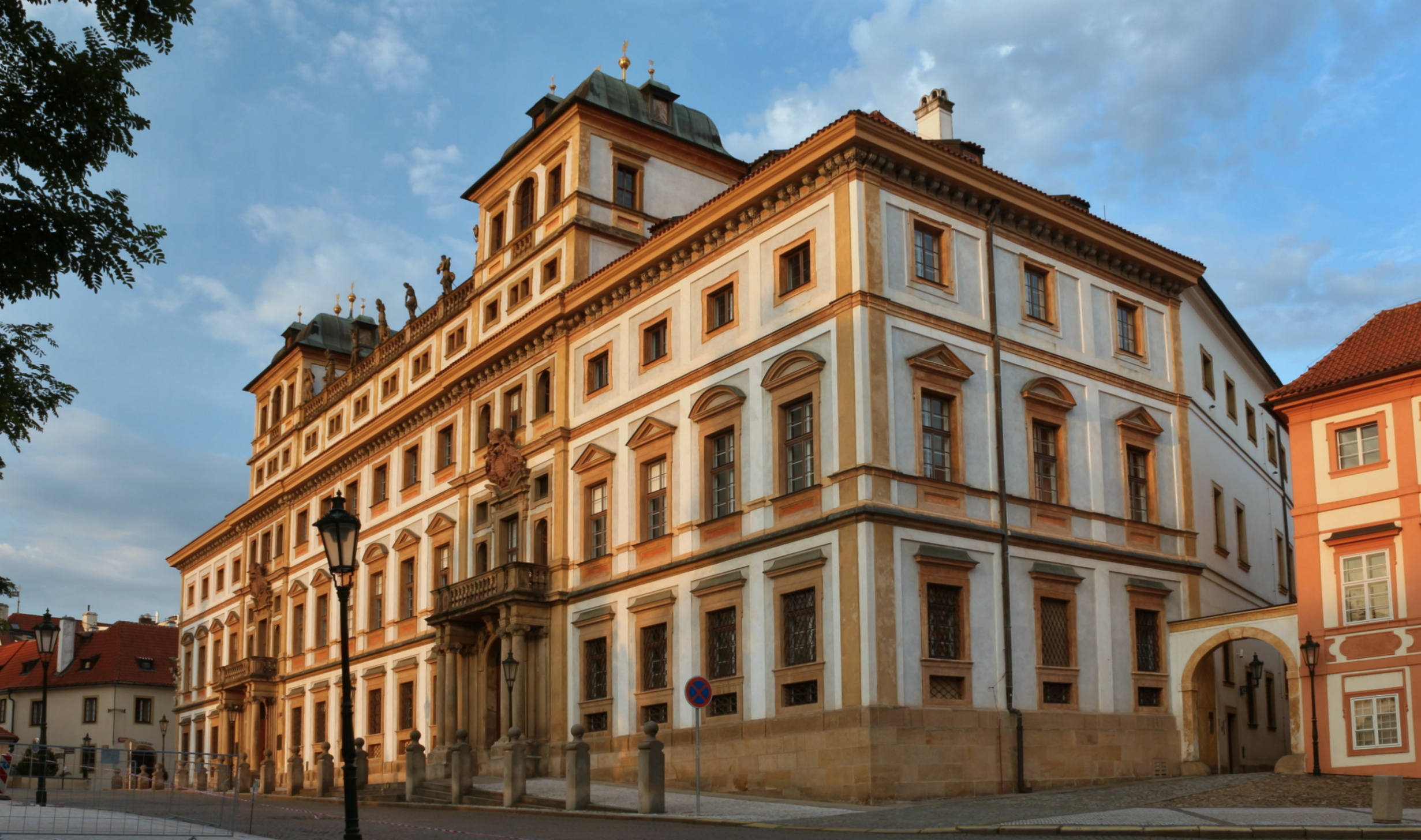
Cung điện Tuscan (2017)

Quảng trường Hradčany (tiếng Séc: Hradčanské náměstí) là một trong những quảng trường nổi tiếng nhất ở Praha, tọa lạc ở trung tâm Phố Hradčany, Cộng hòa Séc. Quảng trường nổi tiếng với sự hiện diện của hàng chục di tích văn hóa khác nhau. Trong đó, cung điện Tổng giám mục và lâu đài Praha góp phần không nhỏ thu hút du khách đến với nơi đây.
Ngoài những phát triển về du lịch, đây còn là nơi tổ chức các sự kiện văn hóa, thể thao và chính trị. Tháng 4 năm 2009, Tổng thống Hoa Kỳ Barack Obama đã gửi lời cảm ơn chân thành tới người dân Cộng hòa Séc trong buổi phát biểu long trọng tại Quảng trường Hradčany.

## Địa danh
Những địa danh nổi tiếng xung quanh quảng trường Hradčany bao gồm:

### Phía Đông
- Lâu đài Praha (Cổng người khổng lồ Titan, Sân đầu tiên của lâu đài Praha, Cổng Matthias)

### Phía Nam
- Cung điện Salm
- Cung điện Schwarzenberg
- Tu viện Carmelite Chân trần
- Nhà thờ Thánh Benedict

### Phía Tây
- Cung điện Tuscan

### Phía Bắc
- Cung điện Martinický
- Cung điện Sachsen-Lauenburg
- Cung điện Losenov
- Cung điện Sternberg (Phòng trưng bày Quốc gia)
- Cung điện Tổng giám mục

### Tác phẩm điêu khắc
- Cột Đức Mẹ
- Tượng đài Tomáš Garrigue Masaryk
- Tượng đài Thánh Wenceslas
- Tượng Thánh Philip Neri
- Cổng người khổng lồ Titan